# Giebel (dier)
De giebel (Carassius gibelio) is een straalvinnige vis uit de familie van de eigenlijke karpers (Cyprinidae). Deze zoetwatervis is afkomstig uit Oost-Azië en is als exoot uitgezet in Europa en Noord-Amerika. De giebel wordt ook wel wilde goudvis of witte goudvis genoemd. Lange tijd werd dan ook gedacht dat de goudvis van de giebel afstamde, maar dit blijkt niet het geval. Onderzoek uit 2013 maakte duidelijk dat de goudvis afstamt van Carassius auratus auratus uit het zuidoosten van China, mogelijk rond Hangzhou en Jiaxing in de delta van de Yangtze. Het gebied van de giebel lijkt daarentegen beperkt tot de noordelijkere rivier Amoer en Europa. Op basis van Opinion 2027 van de International Commission on Zoological Nomenclature moet de naam Carassius gibelio worden gebruikt wanneer de goudvis en de giebel als vertegenwoordigers van een en dezelfde soort worden beschouwd en dus niet de oudere naam Carassius auratus (Linnaeus, 1758).

## Beschrijving

### Herkenning
De meeste giebels hebben een grijsgroene kleur. Ook hebben ze een vrij puntige wat naar boven geknikte kop. Ook exemplaren zonder deze typische kenmerken worden gevangen. Giebels zijn goed te onderscheiden van kroeskarpers door het kleinere aantal schubben op de zijlijn (28-31 tegen 33-36). Ook hebben kroeskarpers bolle vinnen en een ronde bek. Bij kleine exemplaren is het onderscheid ook makkelijk doordat alleen kroeskarpertjes een zwarte vlek bij de staartbasis hebben. De algemene lichaamsvorm is ook meer spoelvormig dan schijfvormig zoals bij kroeskarper.
Ze zijn goed te onderscheiden van karpers door het ontbreken van baarddraden. Dit is echter niet altijd makkelijk te zien bij kleine exemplaren. Karpers hebben ook veel meer schubben langs de zijlijn (33-40).

### Algemene informatie

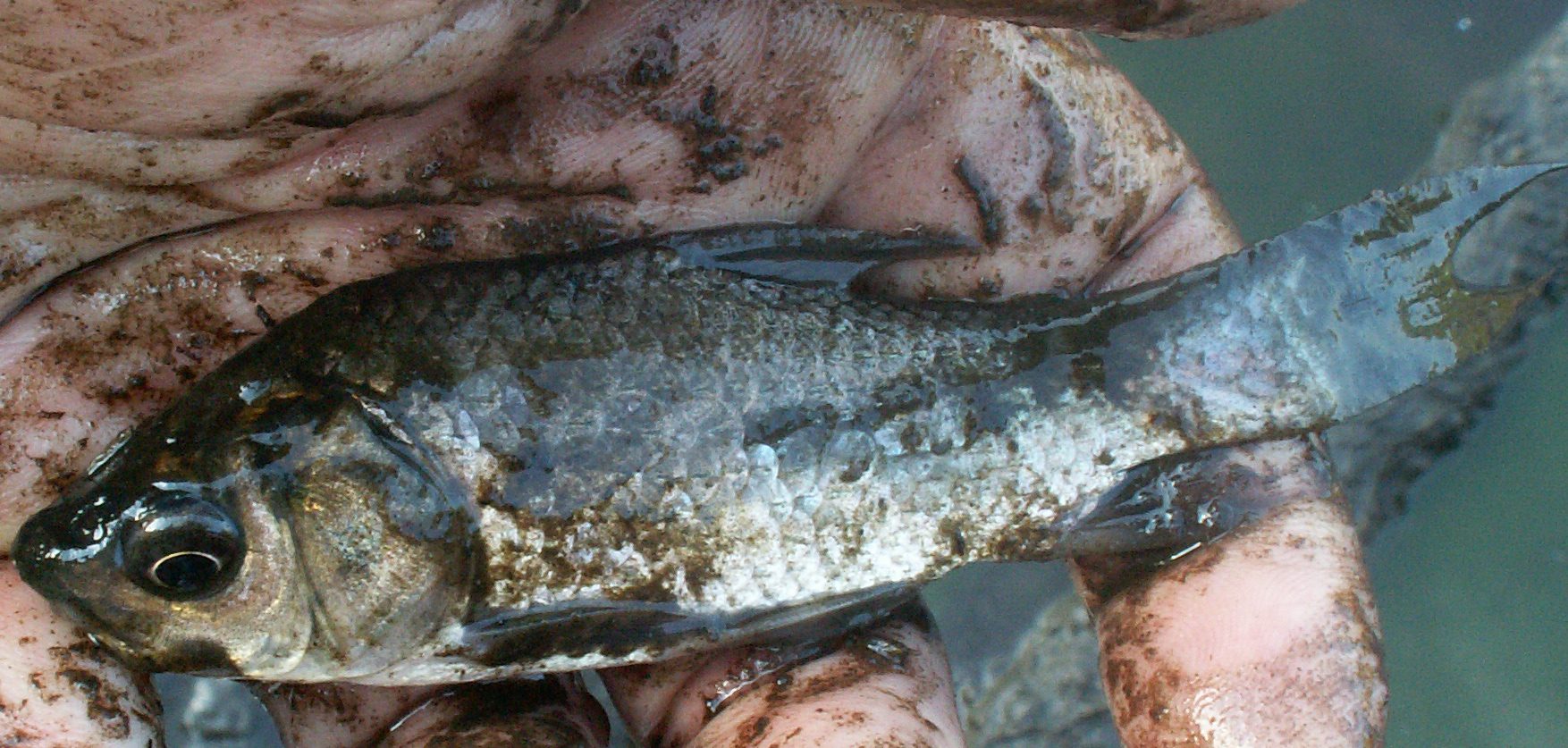
Sterk vermagerde giebel uit bijna uitgedroogd plasje

De giebel is een triploide vruchtbare vis. Hierdoor kunnen eitjes die niet bevrucht zijn, opgroeien tot wat effectief een kloon is van de moeder. Mogelijk is het voorkomen van verschillende klonen de oorzaak van plaatselijke typen van de giebel. Een vrouwtjesgiebel legt gemiddeld 268.000 eitjes, meerdere keren per jaar.
De giebel kan meerdere keren per jaar paren waardoor de druk op voedsel en ruimte enorm kan zijn.

### Vijver en aquarium
Een giebel kan de winter overleven mits het water diep genoeg is. Houd goudvissen niet in een kom, maar kies voor een aquarium, de vis heeft dan meer ruimte en zal zich meer op zijn gemak voelen.

### Ecologische betekenis
De giebel is een grondelaar, daardoor draagt hij bij tot de vertroebeling van het water. Het is een alleseter, hij eet zowel insecten als plantaardig materiaal. De giebel is een vis die tolerant is voor vervuild water; het is vaak een van de laatste vissoorten die in vervuild water gevonden wordt. Vaak komt de giebel ook voor in geïsoleerde watertjes (foto). Dit zijn waarschijnlijk afstammelingen van uitgezette goudvissen die hun gouden kleur verloren hebben. Uitzetten van vis in geïsoleerde wateren kan ernstige ecologische gevolgen hebben, doordat sommige diersoorten visloze poelen nodig hebben voor hun voortbestaan.
De giebel komt vaak voor in wateren met kleiige of zandige bodem, terwijl de kroeskarper meer gevonden wordt in plantenrijke wateren met een zachte veenbodem.

## Verspreiding
Door de vele kruisingen en introgressie is de oorsprong moeilijk terug te vinden, maar deze wordt gedacht tussen Centraal- of Oost-Europa en Siberië te liggen. De giebel werd genoemd door Gessner in zijn Piscium & aquatilium animantium natura uit 1558, een deel van de Historiae animalium. Bloch verwees hier onder meer naar, maar de giebel werd veel verward met de kroeskarper (Carassius carassius)
De soort leeft daarnaast als exoot en invasieve soort in het zoete water in Europa en Noord-Amerika. De giebel was de eerste exotische vis die in Amerika geïntroduceerd werd. Ook in Amerika heeft de giebel geleid tot een vermindering van de inheemse natuurwaarden. In het Oostzeegebied worden ook problemen gemeld met door verbreiding van de giebel gedurende warme zomers.

## Afbeeldingen

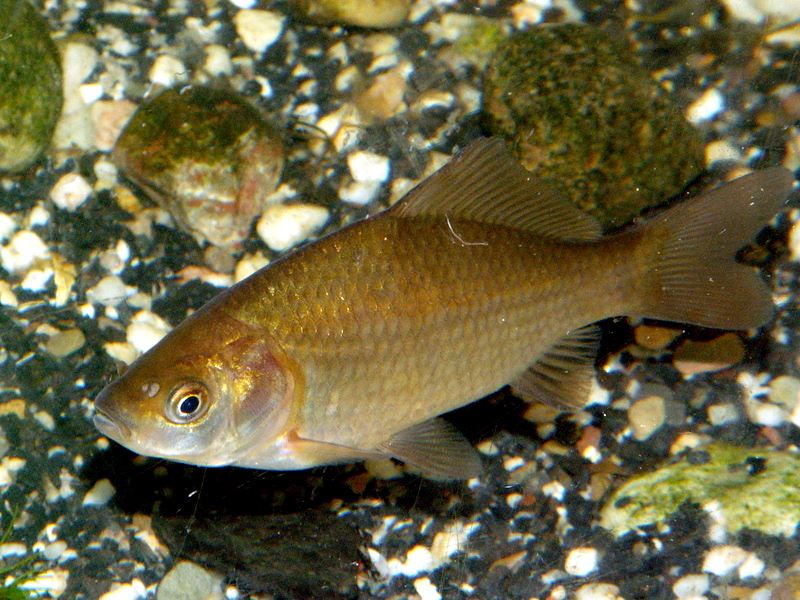
Vermoedelijk verwilderde goudvis
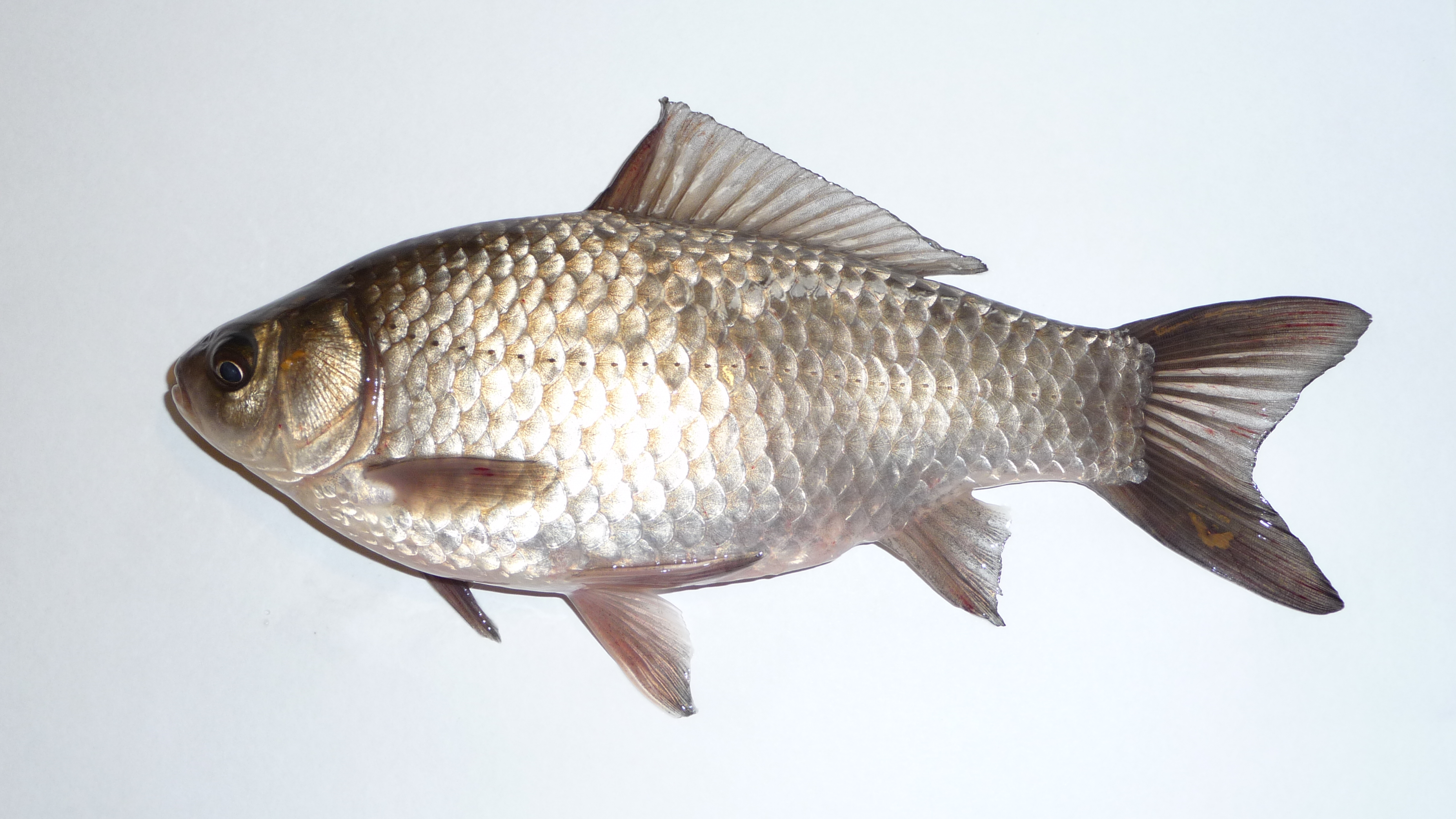